# Labeo lualabaensis
Labeo lualabaensis és una espècie de peix de la família dels ciprínids i de l'ordre dels cipriniformes que habita al riu Lualaba (Àfrica). Els mascles poden assolir els 9,6 cm de longitud total.